# Evangelios del Zar Iván Alejandro

Iván Alejandro, Teodora y dos de sus hijos, Iván Shishman e Iván Asen, f. 3r

Los Evangelios del Zar Iván Alejandro, Tetraevangelio de Iván Alejandro o los Cuatro Evangelios de Iván Alejandro (búlgaro: Четвероевангелие на (цар) Иван Александър, transliterado como Chetveroevangelie na (zar) Ivan Aleksandar; BL Add. MS 39627) es un evangeliario iluminado realizado entre 1355 y 1356 durante el reinado del zar Iván Alejandro del Segundo Imperio búlgaro. Está considerado uno de los manuscritos más importantes de la cultura medieval búlgara, y ha sido descrito como «la más famosa obra de arte producida en Bulgaria antes de que cayera bajo el dominio turco en 1393». Pertenece a la colección de la Biblioteca Británica.
El manuscrito contiene el texto de los cuatro evangelios, ilustrado con 366 miniaturas. Está compuesto por 286 folios de pergamino de 33 por 24,3 cm, paginados más tarde con lápiz. El idioma del texto ha sido variadamente llamado búlgaro, búlgaro medio, eslavo, y eslavo eclesiástico.
Tras la caída del Imperio búlgaro, el manuscrito fue llevado a Moldavia, donde finalmente lo adquirió Alejandro I en el siglo xv. No se sabe con certeza qué ocurrió después, aunque se cree que ya en el siglo xvii se encontraba en el Monasterio de San Pablo del monte Athos. En 1837, el abad del monasterio se lo entregó al anticuario inglés Robert Curzon.